# شصت بيتش العليا (بزنجان)
شصت بیتش العلیا (بالفارسية: شصت‌پیچ علیا) هي قرية تقع في إيران في قسم بزنجان الريفي. يقدر عدد سكانها بـ 133 نسمة .